# Interactòmica
La Interactòmica la ciència que estudia l'interactoma, tot el conjunt d'interaccions entre molècules dins la cèl·lula. Dins de la proteòmica, es refereix a les interaccions proteïna-proteïna.

## Mètodes per completar l'interactoma
Els mètodes experimentals que s'han dissenyat per a estudiar l'interactoma són 1) afinitat per purificació, serveix per identificar complexos de proteïnes i 2) doble híbrids de llevat (yeast two hybrid (Y2H), s'utilitza per identificar massivament interacciones entre proteïnes.
Existeix un gran esforç per a escriure un mapa de l'interactoma d'éssers eucariotes. S'han creat des del 2006 Llevat, mosca, nematodes i humà.

## Bases de dades d'interactomes
- APID - Agile Protein Interaction DataAnalyzer Arxivat 2016-05-06 a Wayback Machine. APID és una eina bioinformàtica que integra i unifica les interaccions proteïna-proteïna més conegudes.
- Database of interacting protein (DIP) (Xenarios et al. 2000)
- GRID database
- MIPS database
- PSIMAP database: La primera base dades d'un interactoma de proteïnes amb informació estructural.
- Interactome3D: Servei web per a anotar estructuralment els interactomes.
- InterPare Arxivat 2014-12-17 a Wayback Machine. database: una base de dades d'un interfaseoma de proterïnes.
- Biomolecular Interaction Network Database (BIND) (Bader et al, 2003)
- Online Predicted Human Interaction Database (OPHID) (Brown and Jurisica, 2005)
- Human Protein Reference Database (HPRD) (Peri, S. et al, 2003)
- Himap(Human Interactome Map)
- HPID
- MINT
- PINdb
- IntAct - The Molecular Interaction Database